# Pendant 24 h
Clip vidéo
[vidéo] « Pendant 24 h », sur YouTube
Singles par Grand Corps Malade
Mesdames
(2020)
Singles par Suzane
Il est où le SAV ?
(2019) L'Appart vide
(2020)
Pistes de Mesdames
Une sœur Mais je t'aime
Pendant 24 h est un single du slameur français Grand Corps Malade en duo avec Suzane, extrait de l'album Mesdames sorti en 2020. Il rend hommage aux femmes.
Le single est nommé aux NRJ Music Awards 2020 dans la catégorie « Clip de l'année ».

## Contexte et sortie

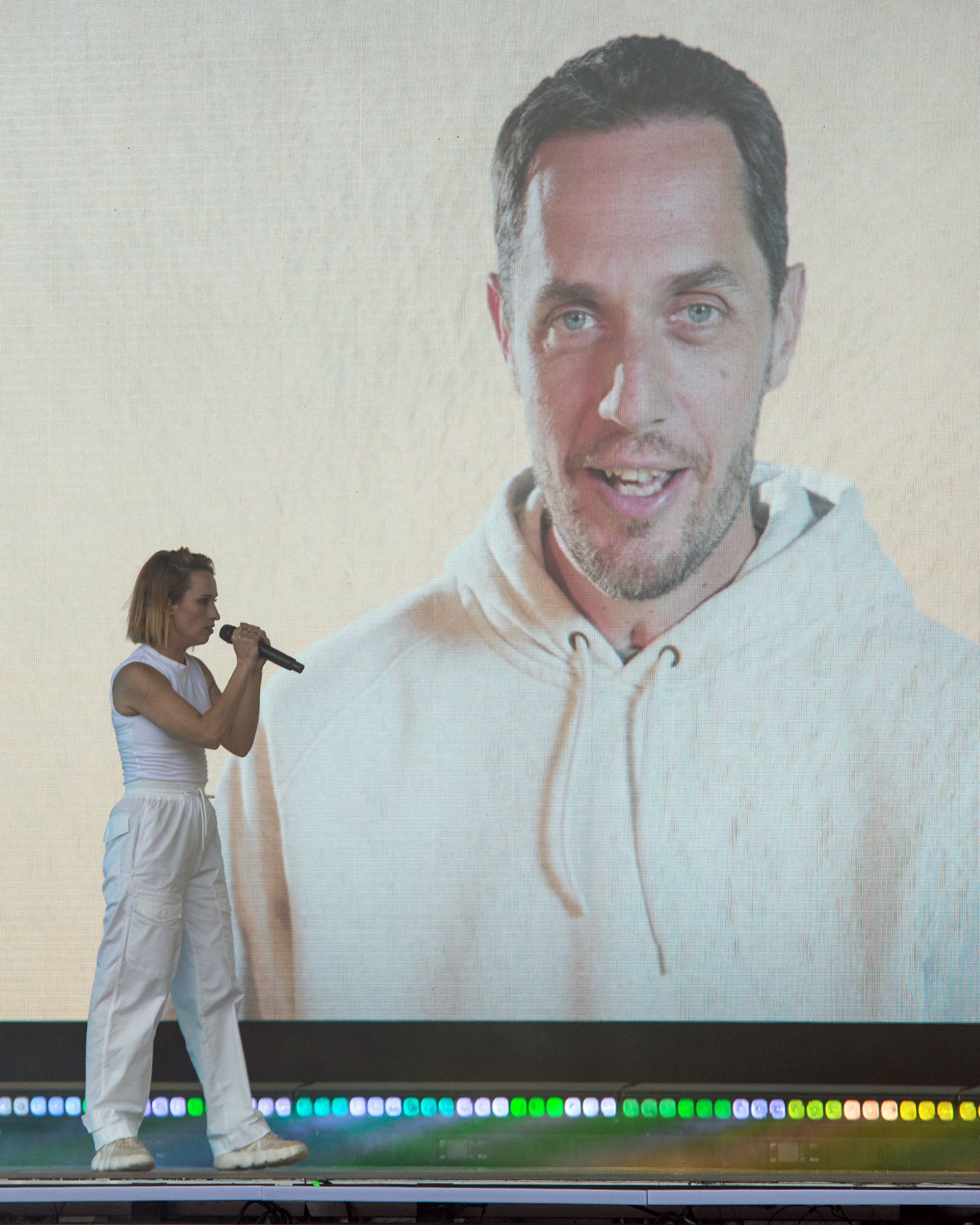
Concert de Suzane avec Grand Corps Malade en vidéo sur le titre, 2022.

Choqué par ce que vivent les femmes au quotidien, que ce soit l'inégalité ou la violence physique ou morale, Grand Corps Malade dévoile dans son nouvel album intitulé Mesdames, des chansons en duo avec des artistes féminines, afin de rendre hommage aux femmes

## Clip vidéo
Dans le clip vidéo de la chanson, les deux artistes échangent leur corps, et par conséquent leur vie. Il a été réalisé par Mehdi Idir, le réalisateur des films La Vie scolaire et Patients, tous deux produits et réalisés en compagnie du slameur.